# Rainer Kerndl
Rainer Kerndl (* 27. November 1928 in Bad Frankenhausen (Kyffh.); † 21. Oktober 2018 in Berlin) war ein deutscher Schriftsteller und Journalist.

## Leben
Rainer Kerndl war Sohn eines kaufmännischen Angestellten. Von 1943 bis 1945 lebte er in dem Ort Altburgund im besetzten Polen. Gegen Kriegsende leistete er seine Arbeitsdienstzeit ab und gehörte für kurze Zeit der Waffen-SS an. Er geriet in US-amerikanische Kriegsgefangenschaft, aus der er im September 1945 entlassen wurde. 1948 legte er die Reifeprüfung ab. 1949 wurde er Mitglied der Sozialistischen Einheitspartei Deutschlands (SED) und war als Volontär und Redakteur bei einer Parteizeitung in Saalfeld tätig.
Ab 1951 schrieb er als freier Journalist für die Tägliche Rundschau, daneben war er hauptamtlicher Sekretär der Freien Deutschen Jugend (FDJ) an der Internatsschule Wickersdorf. Nachdem Kerndls frühere Zugehörigkeit zur Waffen-SS bekannt geworden war, erfolgte sein Ausschluss aus der SED; 1954 wurde er rückwirkend wieder aufgenommen.
Kerndl arbeitete für die Junge Welt und Die Wahrheit, die Zentralorgane der FDJ bzw. der Sozialistischen Einheitspartei Westberlins. Ab 1963 war er Theaterkritiker des SED-Zentralorgans Neues Deutschland. Darüber hinaus schrieb er auch selbst Theaterstücke, vor allem für das Ost-Berliner Maxim-Gorki-Theater. 1984 wurde sein Drama Der Georgsberg nach drei Aufführungen wegen „parteischädigenden Verhaltens“ vom Spielplan dieses Theaters abgesetzt. Kerndl konnte daraufhin in den letzten Jahren der DDR nur noch wenige erzählende Werke veröffentlichen.
Kerndl war Mitglied des Schriftstellerverbandes der DDR, seit 1969 gehörte er dem Vorstand, ab 1973 dem Präsidium dieser Organisation an, und von 1978 bis 1989 war er ihr Vizepräsident. Seit 1972 war er Mitglied des PEN-Zentrums Deutschland. Kerndl erhielt u. a. 1961 die Erich-Weinert-Medaille, 1965 den Lessing-Preis der DDR, 1972 den Goethe-Preis der Stadt Berlin, 1972 einen Nationalpreis der DDR, 1975 den Vaterländischen Verdienstorden sowie 1976 den „Orden für Verdienste um die Polnische Kultur“.
Von 1980 bis 1989 war Kerndl als Gesellschaftlicher Mitarbeiter Sicherheit (GMS) der DDR-Staatssicherheit unter dem Decknamen „Rita“ erfasst, wurde aber nicht als Inoffizieller Mitarbeiter (IM) geführt oder eingesetzt.
Kerndl starb am 21. Oktober 2018 in Berlin. Sein Grab befindet sich auf dem Kirchhof St. Bartholomäus in Berlin-Weißensee.

## Werke (Auswahl)
- Blinkzeichen blieben ohne Antwort. Das neue Abenteuer Nr. 15, Berlin 1953
- … und keiner bleibt zurück! Berlin 1953
- Junge Herzen. Berlin 1954
- Die Eroberung von Burgwalldorf. Berlin 1956
- Ein Wiedersehen. Berlin 1956
- … spielte für Geld. Berlin 1958 (zusammen mit Walter Böhme)
- Schatten eines Mädchens. Berlin 1961 (UA Maxim-Gorki-Theater Berlin, 21. Oktober 1961)
- Seine Kinder. Berlin 1963 (UA Maxim-Gorki-Theater Berlin, 7. Oktober 1963)
- Ein Plädoyer für die Suchenden. Berlin 1966
- Der verratene Rebell. Berlin 1967
- Die seltsame Reise des Alois Fingerlein. Berlin 1967 (UA Maxim-Gorki-Theater Berlin, 13. Oktober 1967)
- Doppeltes Spiel. Berlin 1969
- Ich bin einem Mädchen begegnet. Berlin 1969
- Wann kommt Ehrlicher? Berlin 1971 (UA Maxim-Gorki-Theater Berlin, 17. Oktober 1971)
- Stücke. Berlin 1972
- Jarash, ein Tag im September. Berlin 1974
- Nacht mit Kompromissen. Berlin 1976
- Der vierzehnte Sommer. Berlin 1977
- Die lange Ankunft des Alois Fingerlein. Berlin 1979 (UA Maxim-Gorki-Theater Berlin, 19. Mai 1979)
- Eine undurchsichtige Affaire. Halle [u. a.] 1981
- Ein ausgebranntes Leben. Halle [u. a.] 1983
- Die Steine der Schahnas. Berlin 1986
- Das Mädchen im Kastanienbaum. Berlin 1988
- Ein heimatloser Typ. Halle [u. a.] 1990
- Bimbo Hubert. Berlin 1993

## Filmografie
- 1969/1977: Die seltsame Reise des Alois Fingerlein (Theateraufzeichnung)
- 1989: Konstantin und Alexander (Fernsehfilm, Drehbuch)